# نوتینچ
نوتینچ (به مجاری:  Nőtincs) یک منطقهٔ مسکونی در مجارستان است که در ناحیه رتشاگ واقع شده‌است. نوتینچ ۲۰٫۴۷ کیلومتر مربع مساحت و ۱٬۲۱۳ نفر جمعیت دارد.